# Эрик I (герцог Шлезвига)

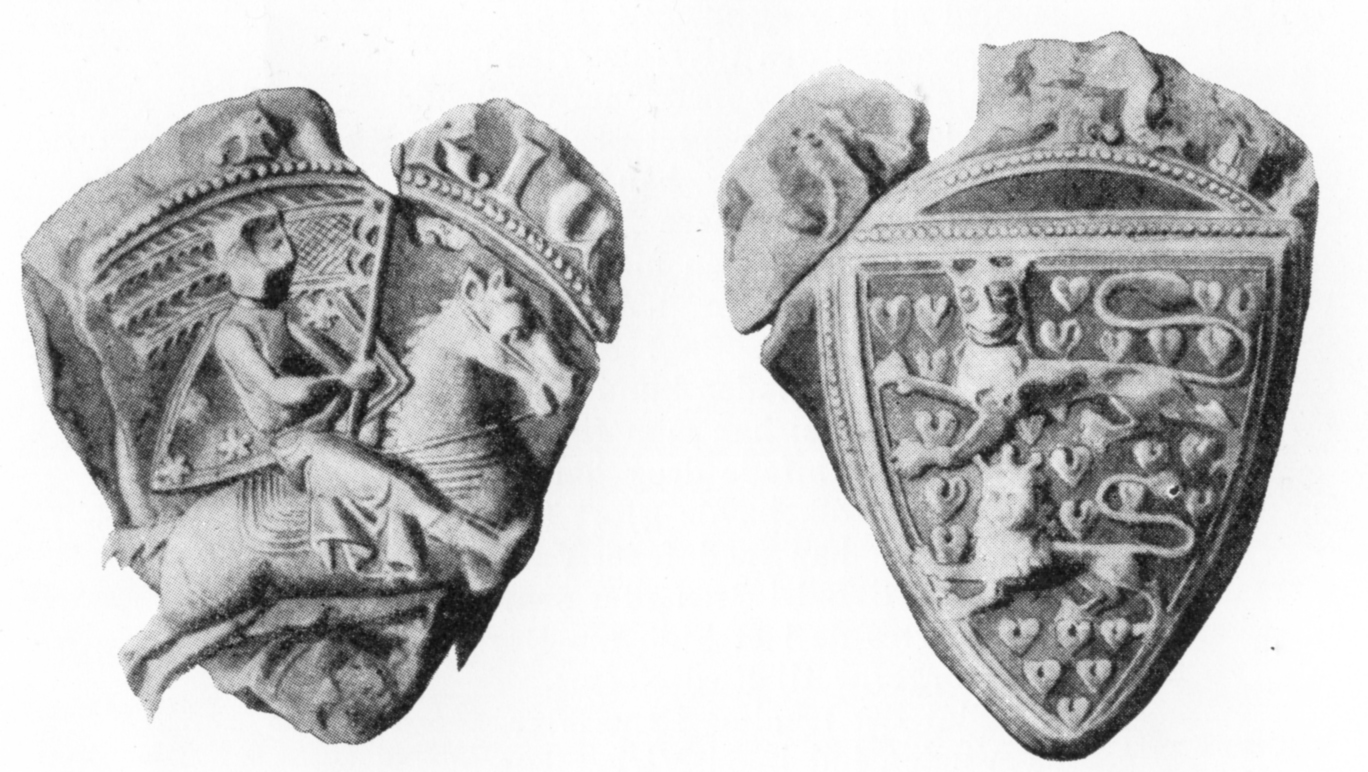
Печать герцога Эрика

Эрик I Абельсон (дат. Erich I.; 1241 — 27 мая 1272) — герцог Шлезвига с 1260 года. Второй сын датского короля Абеля и его жены Мехтхильды Гольштейнской.

## Жизнь
После смерти Абеля герцогом Шлезвига стал его старший сын Вальдемар III, начавший войну за датский престол. В 1260 году он умер, и наследником брата стал Эрик I, продолживший военные действия. В 1261 году он одержал победу, взяв в плен своего кузена короля Эрика V и его мать. Тем самым он закрепил за собой Шлезвиг как наследственное владение.
Его младший брат получил в лен остров Лангеланн, однако к концу жизни лишился большей части владений, завоеванных датским королём.

## Семья
Эрик I в 1260 году женился на Маргарете Рюгенской (ок. 1247—1272), дочери князя Яромара II. Дети:
- Маргарита (ум. после 1313); муж (возможно) — Хельмхольд III, граф фон Шверин-Бойценбург
- Вальдемар IV (ок. 1265 — 1312) — герцог Шлезвига
- Эрик Лангбайн (Длинноногий; ок. 1272 — 1310), с 1295 — сеньор Лангеланна.